# Kevin Strootman
Kevin Strootman (* 13. února 1990, Rotterdam, Nizozemsko) je nizozemský fotbalový záložník a reprezentant, od roku 2018 hráč francouzského klubu Marseille, od ledna 2021 hostuje v italském Janově.

## Klubová kariéra
Strootman hrál v Nizozemsku za kluby Sparta Rotterdam (v jehož dresu debutoval v profesionálním fotbale), FC Utrecht a PSV Eindhoven. S PSV vyhrál v sezóně 2011/12 nizozemský fotbalový pohár (KNVB beker) po výhře 3:0 nad Heracles Almelo.
V červenci 2013 přestoupil do italského prvoligového klubu AS Řím, kde dostal dres s číslem 6. Začátkem listopadu 2013 v 11. ligovém kole Serie A sezóny 2013/14 vstřelil gól proti FC Turín, AS Řím remizoval venku 1:1. Byla to vůbec první bodová ztráta AS v tomto ligovém ročníku.

## Reprezentační kariéra
Kevin Strootman byl členem nizozemských mládežnických výběrů v kategoriích od 19 let. V červnu 2013 byl nominován na Mistrovství Evropy hráčů do 21 let v Izraeli, kde Nizozemsko vypadlo s Itálií po porážce 0:1. Na turnaji byl kapitánem týmu.
V nizozemském reprezentačním A-mužstvu debutoval pod trenérem Bertem van Marwijkem 9. února 2011 na Philips Stadionu v přátelském zápase proti Rakousku. Nastoupil na hrací plochu v 71. minutě, Nizozemci vyhráli 3:1. V kvalifikaci na MS 2014 přispěl jedním gólem k postupu Nizozemska na mundial.